# Street Slam
Street Slam es un videojuego de básquet desarrollado por Data East para Neo Geo, lanzado en 1994. El juego cuenta con partidos de básquet de tres contra tres con una variedad de equipos diferentes. Street Slam es el único juego de básquet lanzado en Neo Geo.
Una secuela del juego, conocida como Dunk Dream '95 en Japón, Hoops '96 en Europa, y simplemente Hoops en Norteamérica, fue lanzada en 1995. En 2010, el juego original fue lanzado para la Wii en la consola virtual, y también como parte de la compilación Data East Arcade Classics.

## Jugabilidad
En la versión norteamericana del juego, los jugadores pueden elegir un equipo de tres jugadores de una selección de 10 equipos de ciudades de Estados Unidos. En las versiones europea y japonesa del juego, las ciudades son reemplazadas con países alrededor del mundo. Las pantallas de selección, el color de piel de los jugadores y los trajes también cambian entre las versiones.
Cada equipo tiene un total de 18 puntos en varias características (mate, triples, velocidad y defensa), y 8 puntos máximo para cada una. Todos los equipos tienen sus propias fortalezas y debilidades. Por ejemplo, Nueva York (EEUU en la versión de Japón/Europa) es buena en los mates y mala en los triples; por otro lado, Filadelfia (Taiwán en Japón/Europa) es buena en los triples y mala en los mates.

## Lanzamiento
Street Slam fue lanzado por primera vez en Neo Geo MVS el 8 de diciembre de 1994 en Japón. La versión hogareña fue lanzada en Neo Geo AES el 9 de diciembre de 1994, y en Neo Geo CD el 20 de enero de 1995.

## Recepción
En Japón, Game Machine listó a Street Slam en su número del 15 de febrero de 1995 como la 18.ª cabina de arcade más popular de aquel entonces. En Norteamérica, RePlay reportó que el juego fue el 3.º juego de arcade más popular de aquel entonces. De acuerdo con Famitsu, la versión de Neo Geo CD vendió más de 4.873 copias en su primera semana en el mercado.
En su lanzamiento, Famitsu puntuó a la versión de Neo Geo del juego un 25 de 40. Next Generation reseñó la versión de Neo-Geo del juego, calificándola dos de cinco estrellas.

### Reseñas en retrospectiva
Street Slam ha tenido una recepción igualmente positiva de analistas retrospectivos en los últimos años.